# Rafael Sandoval Sandoval
Rafael Sandoval Sandoval MNM (Guáscaro Michoacán, México, 4 de outubro de 1947) é um clérigo mexicano e bispo católico romano de Autlán.
Rafael Sandoval Sandoval ingressou na Congregação dos Misioneros de la Natividad de María e foi ordenado sacerdote em 2 de julho de 1974 pelo Delegado Apostólico no México, Dom Mario Pio Gaspari.
Em 4 de janeiro de 2005, o Papa João Paulo II o nomeou Bispo de Tarahumara. O Cardeal Prefeito da Congregação para a Evangelização dos Povos, Crescenzio Sepe, o consagrou em 9 de março do mesmo ano; Os co-consagradores foram Norberto Cardeal Rivera Carrera, Arcebispo do México, e José Fernández Arteaga, Arcebispo de Chihuahua.
O Papa Francisco o nomeou Bispo de Autlán em 23 de novembro de 2015. A posse ocorreu em 21 de janeiro do ano seguinte.